# Вингисский мост
Вингисский мост (лит. Vingio parko tiltas) — пешеходный металлический вантовый мост через реку Нярис в Вильнюсе, Литва. Соединяет парк Вингис с правобережным районом Жверинас. Выше по течению находится мост Любартаса, ниже — Лаздинайский мост.

## История
Проект был разработан ленинградским проектным институтом «Ленгипротрансмост» (инженеры В. С. Кисляков, В. Г. Ворса, К. К. Лунь, архитектор Ю. И. Синица). Работы производились Рижским Мостоотрядом № 24 (лит. Rygos tiltų statybos būrys №24) Мостостроя 5. Проект производства работ и сложных вспомогательных сооружений и устройств разработаны Рижским отделом СКБ Главмостостроя. Открытие моста состоялось 30 декабря 1985 года.

## Конструкция
Мост трёхпролётный вантовый (расположение вант типа «арфа»). Схема разбивки на пролёты: 118,5 + 51,0 + 34,5 м. Высота моста над уровнем реки — 11,3 м. Длина моста составляет 230,55 м, ширина — 6,5 м. Впервые в отечественном мостостроении был использован одностоечный пилон с расположением вант в одной плоскости.
Пролётное строение цельнометаллическое неразрезное балочной системы со сплошными главными балками постоянной высоты 2,48 м. В поперечном сечении пролетное строение состоит из двух главных балок, размещённых с расстоянием между осями 3,0 м. Главные балки объединены поверху ортотропной плитой. Понизу главные балки объединены в уровне нижних поясов продольными связями и нижними поперечными балками из сварных двутавров, расположенных с шагом 9,0 м. С наружной стороны главных балок в плоскости нижних поперечных балок расположены консоли из сварных двутавров, которые служат опорами для трубопроводов.
Опоры моста монолитные железобетонные с фундаментами на буровых сваях диаметром 1,5 м. Пилон моста железобетонный одностоечный. В поперечном сечении пилон имеет прямоугольное сечение с размерами: 170 см поперёк моста и от 240 см (у основания) до 170 см (в наивысшей точке) вдоль моста. Высота пилона от уровня заделки в тело опоры составляет 47,14 м. В качестве несущих элементов использовались стальные витые канаты заводского производства, состоящие из 91 оцинкованной высокопрочной проволоки диаметром 5 мм. Каждая ванта состоит из 6 канатов. Для прикрепления канатов вант к главным балкам пролётного строения применены специальные анкерные балки-траверсы. В железобетонном пилоне канаты вант закрепляются неподвижно путём передачи усилий с анкеров канатов на специальные металлические закладные конструкции, установленные в теле пилона.
Мост предназначен для движения пешеходов и велосипедистов, также под мостом проходят теплофикационные трубы трубопровода ⌀ 1420 мм, расположенные по обе стороны от главных балок на консолях. Покрытие прохожей части — асфальтобетон. Перильное ограждение металлическое простого рисунка. На устоях устроены лестничные сходы на нижний ярус набережной.